# Szczelina w Ostrężniku Druga
Szczelina w Ostrężniku Druga – jaskinia w skale Ostrężnik, w pobliżu osady Ostrężnik, w województwie śląskim, w powiecie częstochowskim, w gminie Niegowa. Znajduje się na porośniętym lasem wzniesieniu, w odległości około 200 m na południe od drogi wojewódzkiej nr 793. Pod względem geograficznym położona jest w Dolinie Wiercicy na Wyżynie Częstochowskiej i znajduje się na terenie rezerwatu przyrody Ostrężnik. Administracyjnie należy do wsi Siedlec.

## Opis obiektu
Szczelina w Ostrężniku Druga znajduje się w tej samej skale co Jaskinia Ostrężnicka, ale wyżej i po jej zachodniej stronie. Jej otwór o północno-wschodniej ekspozycji i trójkątnym kształcie znajduje się na pionowej szczelinie na stromym zboczu. Ma wysokość 2,2 m, a dołem jego szerokość dochodzi do 0,7 m. Za otworem stromo w dół opada korytarzyk, stopniowo się zwężający. Jego końcowa część ma szerokość już tylko 0,3 m i kończy się progiem, powyżej którego korytarzyk zawalony jest skalnym rumoszem.
Schronisko powstało w późnojurajskich wapieniach skalistych na równoległym do zbocza pęknięciu, później rozmytym przez wody. Jego namulisko jest próchniczne z licznymi, odpadniętymi od ścian płaskimi okruchami skał. Brak nacieków. Schronisko jest w pełni widne, wilgotne i poddane wpływom środowiska zewnętrznego. W zimie zamarza, czego skutkiem są odpadające od ścian płaskie okruchy skał. Na jego ścianach obficie rosną mchy, zwierząt nie obserwowano.

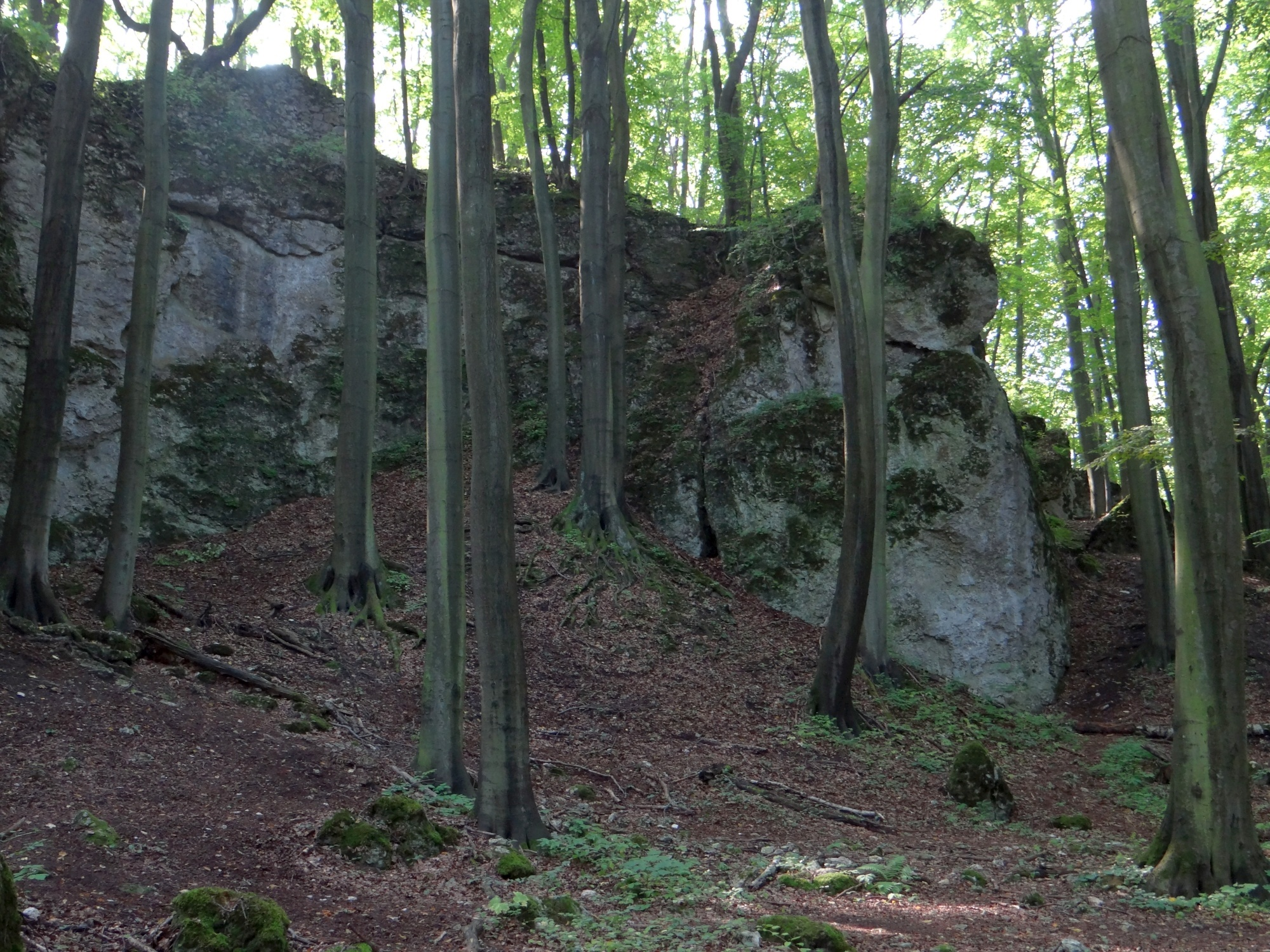
Skała Ostrężnik z widoczną szczeliną
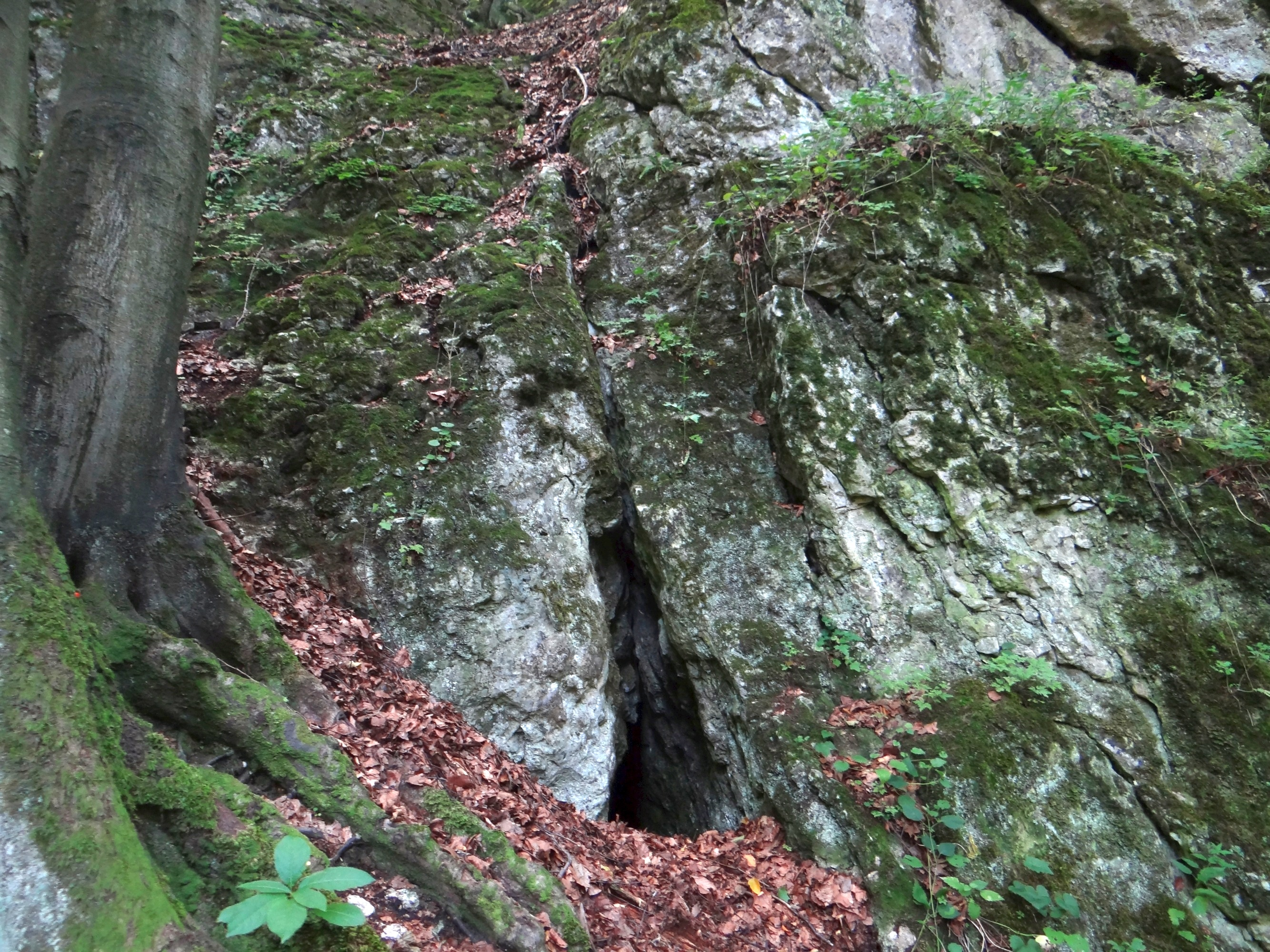
Otwór
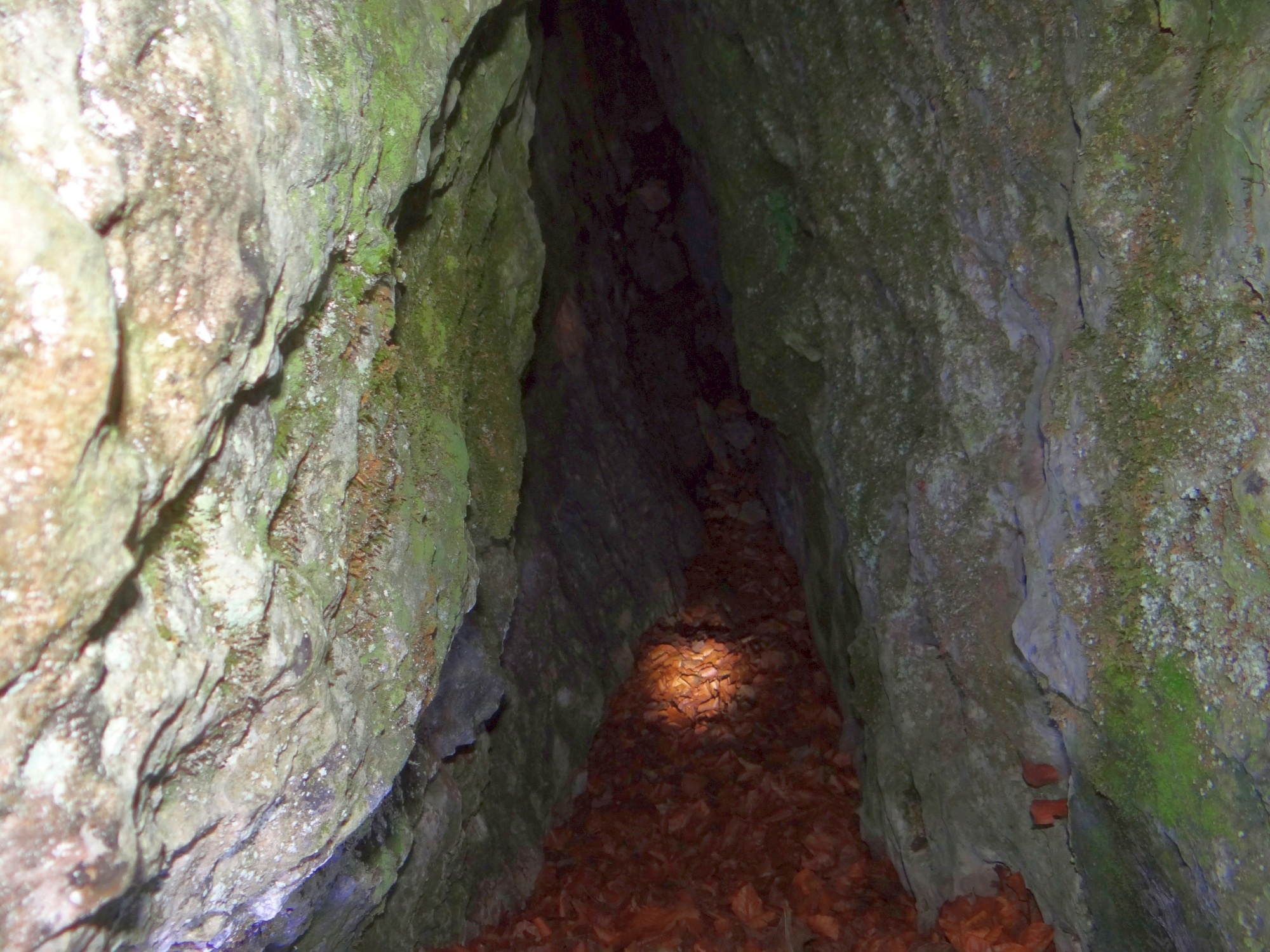
Szczelina